# Pristobunus ceratias
Pristobunus ceratias är en spindeldjursart som beskrevs av Forster 1954. Pristobunus ceratias ingår i släktet Pristobunus och familjen Triaenonychidae. Inga underarter finns listade i Catalogue of Life.